# Дубравка (Хърватия)
Дубравка (на хърватски: Dubravka) е село в Хърватия, разположено в община Конавле, Дубровнишко-неретванска жупания. Намира се на 460 метра надморска височина. Населението му според преброяването през 2011 г. е 295 души. При преброяването на населението през 1991 г. има 313 жители, от тях 307 (98,08 %) хървати, 4 (1,27 %) други и 2 (0,63 %) неизвестни.

## Население
Численост на населението според преброяванията през годините:
- 1857 – 543 души
- 1869 – 581 души
- 1880 – 562 души
- 1890 – 561 души
- 1900 – 580 души
- 1910 – 568 души
- 1921 – 481 души
- 1931 – 500 души
- 1948 – 495 души
- 1953 – 479 души
- 1961 – 423 души
- 1971 – 366 души
- 1981 – 349 души
- 1991 – 313 души
- 2001 – 265 души
- 2011 – 295 души